# Миротворческая рота Беларуси
Миротворческая рота Белоруссии (бел. Міратворчая рота Беларусі) — подразделение Вооружённых сил Республики Беларусь, предназначенное для миротворческой деятельности.

## История
В 2004 году на саммите Совета евроатлантического партнёрства в Стамбуле белорусская делегация заявила о намерении подготовить собственный миротворческий воинский контингент. По мнению правительства, участие страны в миротворческой деятельности является одной из значимых сфер внешнеполитической деятельности государства, способствующей повышению авторитета республики на международной арене. Для этого была создана нормативная правовая база, определяющая порядок участия белорусских представителей в миротворческой деятельности. Практическим шагом на пути к этому стало комплексное кооперативно-тактическое учение «Щит Отечества-2004», в рамках которого впервые было проведено исследовательское учение с подразделением 120-й гвардейской отдельной механизированной бригады по выполнению задач миротворческой операции. Белорусские военнослужащие довольно успешно отработали вопросы, связанные с отражением нападения на гуманитарный конвой и охраной лагеря беженцев.
Уже в 2005-м была окончательно сформирована миротворческая рота. В соответствии с белорусским законодательством новое подразделение комплектовалось исключительно военнослужащими, проходящими службу по контракту. В его оснащение и подготовку были вложены значительные силы и средства. Военнослужащие роты начали проходить специальную подготовку на различных языковых и миротворческих курсах за границей. Первоначально она вошла в 120-ю механизированную бригаду, но позже передана 103-й воздушно-десантной.
2 августа 2010 года президент Александр Лукашенко подписал указ №400 «О направлении военнослужащих Вооружённых Сил Республики Беларусь для участия в деятельности по поддержанию международного мира и безопасности в Ливанской Республике». В Ливан белорусы прибыли 17 ноября. На 2020 год семь белорусов действовали в Ливане и двое при миссии ОБСЕ на Украине. 

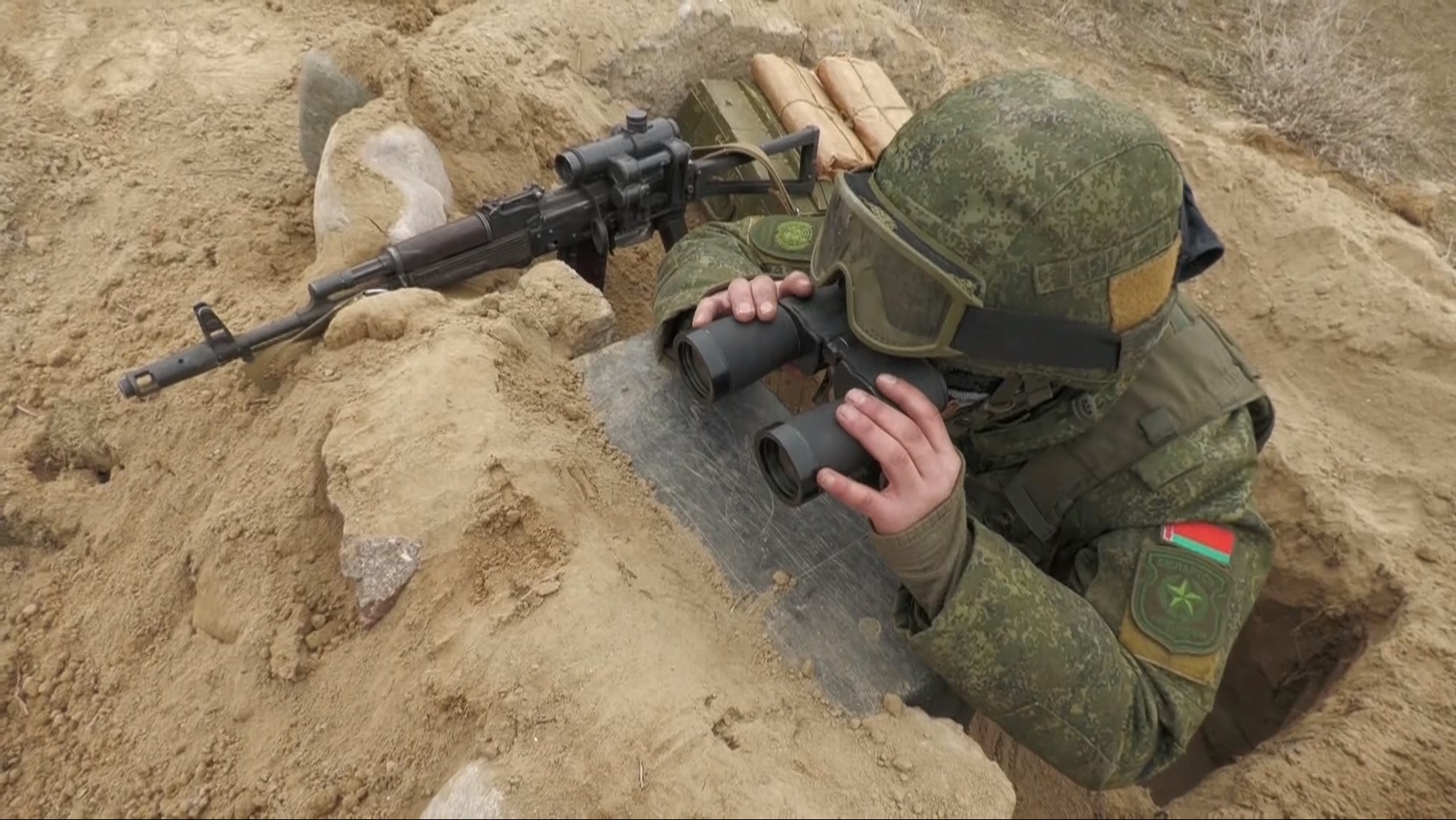
Белорусский военнослужащий на своей позиции в районе Жетыгена и Капшагая, Казахстан, январь 2022.

6 января 2022 года рота присоединилась к операции ОДКБ в Казахстане. Бойцы подразделения взяли под охрану аэродром «Жетыген» и арсенал артиллерийских боеприпасов в городе Капшагай. Работу координировали заместитель командующего силами специальных операций Сергей Андреев и командир батальонно-тактической группы Сергей Красовский, которые вместе с ротой находились в Казахстане. Уже 14 января белорусские миротворцы, в связи с быстрым завершением миссии, вернулись домой. Встречать их на аэропорт в Мачулищах приехал президент Александр Лукашенко.
В 2023 году миротворческий контингент Беларуси в Ливане завершил свою деятельность.

## Состав и структура
Организационно–штатная структура миротворческой роты состоит из управления (4 военнослужащих) и двух взводов — учебного (4 военнослужащих) и миротворческого (32 военнослужащих). В составе каждого взвода имеются штатные инструктора. Данные силы являются постоянным составом. Предусмотрено ещё 200 человек переменного состава. Это военнослужащие, которые проходят службу по контракту в различных соединениях и воинских частях Вооружённых Сил. Они являются кандидатами для комплектования миротворческих подразделений в случае принятия на высшем политическом уровне соответствующего решения. Все они прошли соответствующую подготовку и в письменной форме выразили своё согласие на участие в деятельности по поддержанию международного мира и безопасности. Они регулярно участвуют в сборах и учениях, в ходе которых совершенствуют индивидуальную подготовку и отрабатывают практические действия в составе подразделений. Известно о наличии в роте бронетранспортёров БТР-80 и квадроциклов, бойцы вооружены автоматами АКС-74, пулемётами ПКМ, снайперскими винтовками СВД, подствольными гранатометами ГП-25 и пистолетами ПМ. Оружие оснащается оптическими, коллиматорными и ночными прицелами, на некоторых винтовках — телескопические приклады.

## Отбор и подготовка
Отбор и подготовка бойцов подразделения проходит в три этапа.
Сначала кандидаты в миротворческую роту должны иметь соответствующие профессиональные, морально-деловые качества и состояние здоровья. На первоначальном этапе командиры частей и подразделений сами осуществляют отбор военнослужащих. Среди них могут быть как офицеры, прапорщики, так и солдаты, сержанты. Затем кандидаты прибывают на факультет повышения квалификации и переподготовки кадров Военной академии, где сдают экзамен по английскому языку. После успешного тестирования они 3 месяца обучаются на курсе по изучению основ миротворческой деятельности и повышению знаний иностранного языка.
Изучают также международное гуманитарное право, основы миротворческой деятельности, морально-психологическую и тактическую подготовку, совершенствуют знания английского. В ходе обучения на курсе продолжается изучение кандидатов, а по результатам учёбы и выпускных экзаменов лучшие из них зачисляются в переменный состав.
Следующий этап длится от нескольких недель до месяца. Военнослужащие участвуют в сборах и учениях в составе сводного взвода и роты непосредственно в миротворческой роте, используя имеющиеся в подразделении учебную материальную базу, экипировку, снаряжение и вооружение. Последний этап подготовки проходит непосредственно перед направлением миротворческого подразделения в район выполнения задач: совершенствуются навыки личного состава при выполнении задач и проводятся все этапы боевого слаживания подразделения.

## Международное взаимодействие
С момента подписания миротворческого соглашения главами государств-членов ОДКБ задачи миротворческих подразделений апробированы в рамках учений «Нерушимое братство» в 2012 году в Казахстане, в 2013 году в России, в 2014 году в Кыргызстане, в 2015 году в Армении, в 2016 году в Беларуси, подряд в 2017 и 2018 годах в России, в 2019 году в Таджикистане и в 2020 году вновь в Беларуси. Здесь подразделения отрабатывают сопровождение колонн с гуманитарной помощью, занятие своих зон ответственности, обеспечение безопасности, оказание первой помощи в рамках само- и взаимопомощи, патрулирование местности, организацию работы блокпостов, отработку действий по противодействию массовых беспорядков и отражение нападений боевиков.
В октябре 2019 года подписано техническое соглашение между Министерством обороны Республики Беларусь и Министерством обороны Итальянской Республики о сотрудничестве в рамках совместного участия в миссии Временных сил ООН в Ливане. Соглашение было заключено с Италией по той причине, что итальянские вооружённые силы несут ответственность за сектор «Запад» со штабом миссии UNIFIL в городе Эн-Накура, где находились белорусский контингент. Министерство обороны Италии также профинансировало обучение четырёх белорусских военнослужащих итальянскому языку в посольстве Италии в Минске. Итальянская сторона также бесплатно предоставила белорусским силам продовольствие, стратегический воздушный и морской транспорт, хранение техники и боеприпасов, первую помощь и медицинскую эвакуацию в военно-медицинские учреждения уровня «1+» и «2».
В начале марта 2020 года на полигоне 103-й Витебской отдельной гвардейской воздушно-десантной бригады прошла совместная тренировка с участием военнослужащих миротворческой роты и батальона морской пехоты вооружённых сил Великобритании. Тренировка предусмотрена в рамках двустороннего сотрудничества по вопросам подготовки белорусских миротворцев. В то же время, как пояснил атташе по вопросам обороны при Посольстве Соединенного Королевства Великобритании и Северной Ирландии в Республике Беларусь подполковник Тимофи Уайт-Бойкот, она не являлась частью каких-либо многосторонних учений и направлена исключительно на обучение личного состава и обмен опытом. В тренировке были задействованы 28 военнослужащих 42-го батальона морской пехоты вооруженных сил Великобритании. На полигоне Лосвидо прошли занятия по медицинской, тактической, инженерной, огневой подготовке.